# Bijou Phillips
Bijou Lilly Phillips (Greenwich, Connecticut, 1 de abril de 1980) es una actriz, modelo y cantante estadounidense. Entre sus papeles más destacados están películas como Bully, Havoc, Hostel: Part II y Tart.

## Carrera
Phillips nació en Greenwich, condado de Fairfield, Connecticut y es la hija de John Phillips, músico de The Mamas & the Papas, y de Geneviève Waïte, una modelo sudafricana. Sin embargo, sus padres se separaron y Bijou se fue a vivir a Long Island con su padre, ya que había conseguido su custodia.
En 1999, Phillips debutó como cantante y lanzó su primer álbum, I'd Rather Eat Glass. En 2004 prestó su voz al personaje de Helena Wankstein, que apareció en el videojuego de Rockstar Games Grand Theft Auto: San Andreas.

### Actriz
Phillips ha aparecido en películas como Octane, What We Do Is Secret y Hostel: Part II, este último papel le sirvió para ser nominada a Reina del Grito en los premios Scream de 2007. Recientemente ha interpretado en películas como Dark Streets y un remake de It's Alive. También realizó un cameo en la película independiente Rosencrantz and Guildenstern Are Undead. En 2009 protagonizó el drama The Bridge to Nowhere, junto a Danny Masterson, con quien estuvo casada, y del cual posteriormente se divorció tras la sentencia que le condenó a él a 30 años de prisión por violar a dos mujeres exnovias en 2001-03.

## Filmografía
| Año  | Película                       | Papel                  | Notas                                                               |
| ---- | ------------------------------ | ---------------------- | ------------------------------------------------------------------- |
| 1997 | "Wrong Way"                    | Annie                  | videoclip de la banda Sublime                                       |
| 1999 | Sugar Town                     | Chica del autógrafo    |                                                                     |
| 1999 | Black and White                | Charlie                |                                                                     |
| 2000 | Almost Famous                  | Estrella Starr         |                                                                     |
| 2001 | Fast Sofa                      | Tracy                  |                                                                     |
| 2001 | Tart                           | Delilah Milford        |                                                                     |
| 2001 | Bully                          | Ali Willis             |                                                                     |
| 2003 | Octane                         | Mochilero              |                                                                     |
| 2004 | The Door in the Floor          | Alice                  |                                                                     |
| 2004 | Grand Theft Auto: San Andreas  | Helena Wankstein (voz) | videojuego                                                          |
| 2005 | Pancho's Pizza                 |                        | corto                                                               |
| 2005 | Havoc                          | Emily                  |                                                                     |
| 2005 | Veneno                         | Tammy                  |                                                                     |
| 2005 | The Outsider                   | A sí misma             | documental                                                          |
| 2006 | CSI: Crime Scene Investigation | Li'l' Cherry           | serie de TV, episodio "Kiss-Kiss, Bye-Bye"                          |
| 2006 | Totally Awesome                | Karelynn               |                                                                     |
| 2007 | You Are Here                   | Aubrey                 |                                                                     |
| 2007 | The Wizard of Gore             | Maggie                 |                                                                     |
| 2007 | Hostel: Part II                | Whitney                |                                                                     |
| 2007 | What We Do Is Secret           | Lorna Doom             |                                                                     |
| 2008 | Choke                          | Ursula                 |                                                                     |
| 2008 | Dark Streets                   | Crystal                |                                                                     |
| 2008 | It's Alive                     | Lenore                 |                                                                     |
| 2009 | Wake                           | Carys                  |                                                                     |
| 2009 | Made for Each Other            | Marcy                  |                                                                     |
| 2009 | The Bridge to Nowhere          | Jasper                 |                                                                     |
| 2010 | The Land of the Astronauts     | Erica Long             |                                                                     |
| 2010 | Raising Hope                   | Lucy                   | Episodios "Pilot", "Family Secrets" y "Don't Vote for This Episode" |
| 2010 | Hawaii Five-0                  | Camille                | Episodio "Heihei"                                                   |